# Begonia stevei
Espèce
Begonia stevei est une espèce de plantes de la famille des Begoniaceae.
Elle a été décrite en 2006 par Mark Hughes.